# Kayes
Kayes és una gran ciutat i un municipi de l'oest de Mali a 495 km al nord-oest de Bamako, sobre els marges del riu Senegal. És la capital de la primera regió administrativa (regió de Kayes) i capital del cercle que porta el seu nom. La ciutat coneix un fort creixement demogràfic, ja que ha passat de 80.146 habitants l'any 2005 a 127.368 habitants l'any 2009.
El seu nom ve del soninké, de la paraula karré que significa 'marigot' (zona baixa humida que s'inunda en l'estació de pluja).

## Geografia
Kayes és anomenada «La cocotte-minute de l'Àfrica» en raó de les seves temperatures mitjanes molt elevades. Està envoltada de massissos muntanyosos molt rics en ferro que contribueixen a l'elevació de la temperatura. La temperatura mitjana màxima del mes més calent de l'any (abril) és de 44 °C. La temperatura mitjana anual és de 30 °C a Kayes. La durada mitjana anual de sol és de 3.049 h en el conjunt de la regió.
Diferents llocs es troben en els voltants de Kayes:
- el fort de Médine a 12 km de Kayes;
- les cascades de Félou (16 km);
- les cascades de Gouina a 80 km al sud-est de Kayes sobre el riu Senegal;
- La tata de Koniakary, construïda per al-Hadjdj Umar Tall a 70 km al nord-est de Kayes;
- el llac Magui i el llac Doro;
- la presa hidroelèctrica de Manantali.

## Història

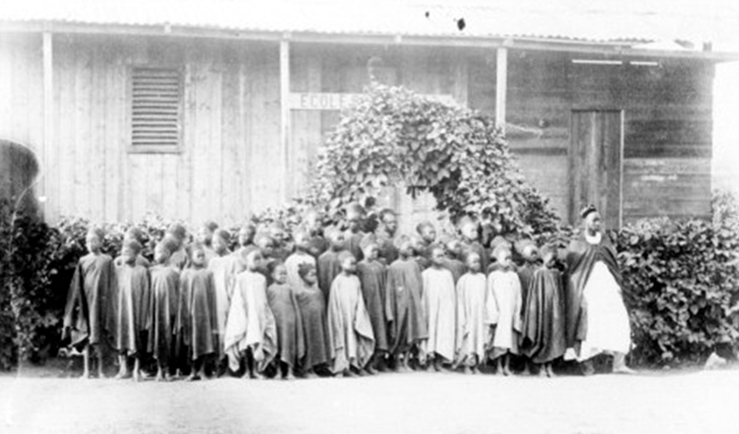
Nens de l'Escola dels Ostatges creada a Kayes per Galliéni (1887-1888)

El 27 d'agost 1892, Kayes va esdevenir la capital del Sudan francès quan es va constituir la colònia d'aquest nom separada del Senegal; quan la colònia, amb el nom de Senegambia i Níger, fou restablerta, la capital fou transferida a Bamako el 10 d'octubre de 1902.
El municipi mixt de Kayes fou creat per un decret del 20 de desembre de 1918 efectiu l'1 de gener de 1919. Per la llei del 18 de novembre de 1955, Kayes esdevingué un municipi de ple exercici l'any 1956 amb un consell municipal elegit per un col·legi únic i un alcalde elegit en el seu si.
Durant la Segona Guerra Mundial, la regió va protegir una gran part de les reserves d'or de la Banca de França, despatxades a ultramar des del començament de la guerra per evitar que no caiguessin en mans de l'enemic. Aquest or, inicialment despatxat a Dakar, va ser a continuació encaminat per ferrocarril a Kayes, jutjada més segura perquè estava allunyada de la costa i del risc d'un atac marítim.

## Economia i transport

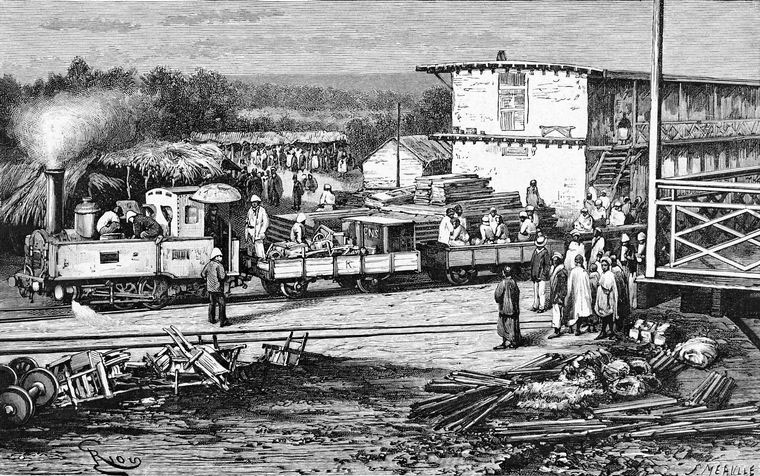
L'estació de Kayes al 1889

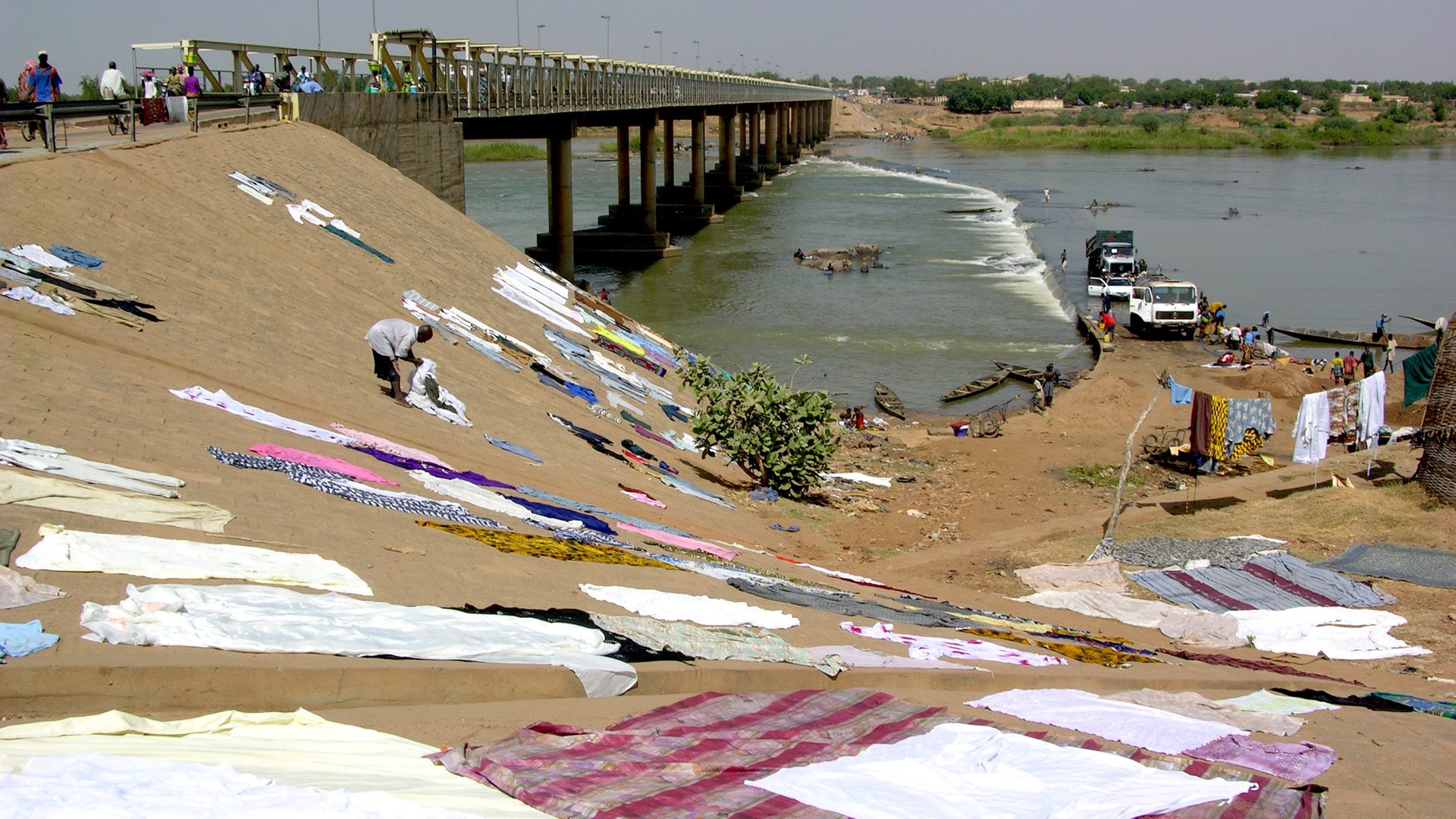
Kayes, pont sobre el Senegal i antiga calçada submergible

Kayes se situa sobre la línia del ferrocarril Dakar-Níger construïda en el moment de la colonització francesa al final del segle xix.
El 2003, el conflicte de la Costa d'Ivori bloquejà els transports cap al sud i va reactivar la via fèrria i la ciutat de Kayes. El desenclavement a nivell de l'accés viari és actualment en curs: les carreteres que duen al Senegal i a Bamako estan acabades. La ciutat de Kayes està situada a banda i banda del riu Senegal. Per raó del trànsit viari en augment, i sobretot pels pesos pesants que connecten Dakar a Bamako, el pont construït l'any 1998 ha tingut un desgast ràpid i ha hagut de ser rehabilitat l'any 2009. Els treballs, d'un import de prop de dos mil milions de francs CFA, han pertorbat fortament la circulació, el trànsit sobre el pont va quedar interromput durant tres mesos.
L'aeroport internacional de Kayes Dag Dag permet connexions regulars amb Bamako i París a partir del desembre del 2011 amb la companyia francesa Aigle Azur.

## Cultura i patrimoni
El Consell de ministres reunit el 26 de gener de 2011 adoptà un projecte de decret sobre classificació del patrimoni cultural nacional dels edificis colonials de Kayes, comprenent la ciutat dels ferroviaris i els antics edificis sobre la riba del riu entre la residència del governador i la «Quarantena».

## Religió
Com per al conjunt del Mali, la principal religió n'és l'islam, amb, tanmateix, una presència animista i minories cristianes.